# Montmorency (municipi de la Val-d'Oise)
Montmorency és un municipi francès al departament de la Val-d'Oise (regió de l'Illa de França. Forma part del cantó de Montmorency, del districte de Sarcelles i de la Comunitat d'aglomeració Plaine Vallée.L'any 2007 tenia 21.381 habitants.

## Demografia

### Població
El 2007 la població de fet de Montmorency era de 21.381 persones. Hi havia 8.644 famílies, de les quals 2.887 eren unipersonals (1.183 homes vivint sols i 1.704 dones vivint soles), 2.168 parelles sense fills, 2.725 parelles amb fills i 864 famílies monoparentals amb fills.
La població ha evolucionat segons el següent gràfic:

### Habitatges
El 2007 hi havia 9.482 habitatges, 8.867 eren l'habitatge principal de la família, 147 eren segones residències i 468 estaven desocupats. 3.394 eren cases i 5.835 eren apartaments. Dels 8.867 habitatges principals, 5.259 estaven ocupats pels seus propietaris, 3.372 estaven llogats i ocupats pels llogaters i 236 estaven cedits a títol gratuït; 723 tenien una cambra, 1.142 en tenien dues, 2.050 en tenien tres, 2.179 en tenien quatre i 2.772 en tenien cinc o més. 5.486 habitatges disposaven pel capbaix d'una plaça de pàrquing. A 4.504 habitatges hi havia un automòbil i a 2.911 n'hi havia dos o més.

### Piràmide de població
La piràmide de població per edats i sexe el 2009 era:
| Homes | Edats   | Dones |
| ----- | ------- | ----- |
| 20    | 95 o +  | 108   |
| 72    | 90 a 94 | 216   |
| 96    | 85 a 89 | 320   |
| 140   | 80 a 84 | 244   |
| 280   | 75 a 79 | 440   |
| 348   | 70 a 74 | 452   |
| 360   | 65 a 69 | 508   |
| 436   | 60 a 64 | 436   |
| 524   | 55 a 59 | 516   |
| 776   | 50 a 54 | 808   |
| 720   | 45 a 49 | 840   |
| 732   | 40 a 44 | 808   |
| 652   | 35 a 39 | 764   |
| 740   | 30 a 34 | 700   |
| 664   | 25 a 29 | 660   |
| 557   | 20 a 24 | 604   |
| 612   | 15 a 19 | 696   |
| 656   | 10 a 14 | 724   |
| 712   | 5 a 9   | 644   |
| 504   | 0 a 4   | 492   |

## Economia
El 2007 la població en edat de treballar era de 13.636 persones, 10.219 eren actives i 3.417 eren inactives. De les 10.219 persones actives 9.349 estaven ocupades (4.805 homes i 4.544 dones) i 870 estaven aturades (412 homes i 458 dones). De les 3.417 persones inactives 897 estaven jubilades, 1.567 estaven estudiant i 953 estaven classificades com a «altres inactius».

### Ingressos
El 2009 a Montmorency hi havia 8.666 unitats fiscals que integraven 21.065,5 persones, la mediana anual d'ingressos fiscals per persona era de 25.941 €.

### Activitats econòmiques
Dels 883 establiments que hi havia el 2007, 3 eren d'empreses extractives, 12 d'empreses alimentàries, 3 d'empreses de fabricació de material elèctric, 22 d'empreses de fabricació d'altres productes industrials, 80 d'empreses de construcció, 181 d'empreses de comerç i reparació d'automòbils, 28 d'empreses de transport, 52 d'empreses d'hostatgeria i restauració, 40 d'empreses d'informació i comunicació, 30 d'empreses financeres, 52 d'empreses immobiliàries, 186 d'empreses de serveis, 141 d'entitats de l'administració pública i 53 d'empreses classificades com a «altres activitats de serveis».
Dels 177 establiments de servei als particulars que hi havia el 2009, 1 era una comissaria de policia, 1 oficina d'administració d'Hisenda pública, 1 oficina del servei públic d'ocupació, 1 gendarmeria, 3 oficines de correu, 6 oficines bancàries, 4 funeràries, 12 tallers de reparació d'automòbils i de material agrícola, 4 autoescoles, 9 paletes, 11 guixaires pintors, 7 fusteries, 15 lampisteries, 11 electricistes, 10 empreses de construcció, 16 perruqueries, 1 veterinari, 33 restaurants, 21 agències immobiliàries, 5 tintoreries i 5 salons de bellesa.
Dels 48 establiments comercials que hi havia el 2009, 2 eren supermercats, 3 botiges de menys de 120 m², 9 fleques, 5 carnisseries, 2 peixateries, 3 llibreries, 7 botigues de roba, 4 botigues d'equipament de la llar, 1 una botiga d'equipament de la llar, 1 una sabateria, 2 botigues de mobles, 2 botigues de material de revestiment de parets i terra, 1 una botiga de material de revestiment de parets i terra, 1 un drogueria i 5 floristeries.

## Equipaments sanitaris i escolars
El 2009 hi havia 1 hospital de tractaments de curta durada, 2 hospitals de tractaments de mitja durada (seguiment i rehabilitació), 2 psiquiàtrics, 1 centre d'urgències, 1 maternitat, 1 centre de salut, 8 farmàcies i 1 ambulància.
El 2009 hi havia 5 escoles maternals i 5 escoles elementals. A Montmorency hi havia 2 col·legis d'educació secundària, 1 liceu d'ensenyament general i 1 liceu tecnològic. Als col·legis d'educació secundària hi havia 1.047 alumnes, als liceus d'ensenyament general n'hi havia 1.020 i als liceus tecnològics 360.
Montmorency disposava d'un centre de formació no universitària superior de formació sanitària.

## Poblacions properes
El següent diagrama mostra les poblacions més properes.